# Јунион (Мисисипи)
Јунион (енгл. Union) град је у америчкој савезној држави Мисисипи.

## Демографија
По попису из 2010. године број становника је 1.988, што је 33 (-1,6%) становника мање него 2000. године.
| Група             | 2000.         | 2010.         |
| Белци             | 1.262 (62,4%) | 1.233 (62,0%) |
| Афроамериканци    | 718 (35,5%)   | 699 (35,2%)   |
| Азијати           | 4 (0,2%)      | 6 (0,3%)      |
| Хиспаноамериканци | 13 (0,6%)     | 15 (0,8%)     |
| Укупно            | 2.021         | 1.988         |